# Tinga (football, 1978)
Pour les articles homonymes, voir Tinga.
Paulo César Fonseca do Nascimento, dit Tinga (né le 13 janvier 1978 à Porto Alegre), est un footballeur international brésilien (4 sélections - 0 buts).

## Biographie
Ayant évolué au Sport Club Internacional, il a été transféré en août 2006 au Borussia Dortmund. Il joue principalement comme milieu récupérateur. Il est aussi connu pour être le meilleur ami de Ronaldinho.